# Ulrik Moseby
Ulrik Moseby Christensen (født 28. marts 1964 i Odense) er en dansk fodboldspiller. Han opnåede 10 A-landskampe og scorede 2 mål.
Ulrik Moseby Christensen voksede op i Odenseforstaden Sanderum. Skolegangen foregik på Sanderumskolen, kun et stenkast fra hjemmet på Abels Alle. Sanderumskolen var også Ulriks fodboldsmæssige udgangspunkt, idet de yngste årgange trænede på boldbanerne omkring skolen. I årene indtil 1976 var Ulrik Moseby Christensens ihærdige træner identisk med hans far Poul Moseby Christensen "MOSEBY"
Derefter fortsatte Ulriks fodboldmæssige udvikling i Odense Boldklub.
Moseby var kendt som en benhård midtbanespiller for OB, hvor han var med til at vinde to Danmarksmesterskaber i 1982 og 1989, Ulrik Moseby var på holdet i pokalturneringen, i Idrætsparken, mod B1901, som OB, vandt 3-0. Han spillede i alt 339 førsteholdskampe for OB.
Ulrik Moseby er far til den professionelle golfspiller Sebastian Cappelen, der spiller på Web.com touren i USA.